# Diodora sayi
Diodora sayi är en snäckart som först beskrevs av Dall 1889.  Diodora sayi ingår i släktet Diodora och familjen nyckelhålssnäckor. Inga underarter finns listade i Catalogue of Life.